# Ocotea mosenii
Ocotea mosenii är en lagerväxtart som beskrevs av Carl Christian Mez. Ocotea mosenii ingår i släktet Ocotea och familjen lagerväxter. Inga underarter finns listade i Catalogue of Life.